# Lijst van koningen van Manipur
Volgens de Cheitharol Kumbaba, een koninklijk kroniek, werd vanaf het jaar 33 Manipur verenigd en geregeerd door de Meitei koningen. Opgemerkt dat tijdens de Puya Meithaba een groot deel van het Cheitharol Kumbaba verbrand is. De eerste paar koningen hebben echter onwaarschijnlijk lange regeerperioden. De eerste zeven koningen worden dan ook als goddelijk beschreven. Na Naokhamba werden echter de koningen als puur menselijk beschreven.
- Samlunghphaa 44 v.Chr.-34 v.Chr.
- Poireiton Khunthokpa 34 v.Chr.-18 v.Chr.
- Singtabung 18 v.Chr.-8 v.Chr.
- Paangminnaba 8 v.Chr.-1 v.Chr.
- Luwaang Khunthiba 1 v.Chr.-5 na Chr.
- Luwaang Punshiba 5-33
- Nongda Lairen Pakhangba 33-153
- Khuiyoi Tompok 153-263
- Taothingmang 263-363
- Khui Ningomba 363-378
- Pengsiba 378-393
- Kaokhangba 393-410
- Naokhamba 410-427
- Naophangba 427-517
- Sameiraang 517-567
- Uraa Konthouba 567-657
- Naothingkhong *662-762
- Khongtekchaa 762-772
- Keirencha *783-798
- Yaaraba 798-820
- Ayaangba 820-909
- Ningthou Cheng 909-948
- Chenglei Ipaan Laangba 948-968
- Yanglou Keiphaba 968-983
- Kainou Irengba 983-1073
- Loiyumba 1073-1121
- Loitongba 1121-1149
- Atom Yoiremba 1149-1162
- Hemtou Iwaan Thaaba 1162-1194
- Thawaan Thaba 1194-1230
- Chingthaang Laanthaaba 1230-1241
- Thingbai Selhongba 1241-1246
- Puroon Thaaba 1246-1262
- Khumomba 1262-1277
- Moraamba 1277-1301
- Thaangbi Laanthaaba 1301-1323
- Kongyaamba 1323-1334
- Telheiba 1334 -1354
- Tonaaba 1354-1359
- Tabungba 1359-1394
- Lairemba 1394-1399
- Pengshiba 1399-1432
- Ningthou Khomba 1432-1467
- Senbi Kiyaamba 1467-1507
- Koiremba 1507-1511
- Chingkhong Lamgai Ngamba 1511-1522
- Nongyin Phaaba 1522-1523
- Senbi Khomba 1523-1541
- Taangjaamba 1541-1544
- Chalaamba 1544-1561
- Mungyaamba 1561-1596
- Khagemba 1596-1651
- Khunjaoba 1651-1665
- Paikhomba 1665-1696
- Charairongba 1696-1708
- Pamheiba 1708-1747
- Chit Sai 1747-1751
- Bhorot Sai 1751-1752
- Maraamba 1752-1758
- Chingthang Khomba 1758-1761
- Maramba 1761-1763
- Chingthang Khomba 1763-1798
- Labeinachandra 1798-1801
- Madhuchandra 1801-1804
- Chourjit 1804-1814
- Marjit 1814-1819
- In 1819 breekt een periode van 7 jaar anarchie aan.
- Herachandra ------
- Yumjaotaba ------
- Gambhirsing -----
- Joysing
- Jadusing ------
- Raadhop ------
- Bhadra ------
- Gambhirsing 1826-1834
- Chandrakirti 1834-1844
- Narasingh 1844-1850
- Devendra 1850 3 maanden
- Chandrakirti 1850-1885
- Surchandra 1886-1890
- Kullachandra 1890-1891
- Churachand 1891-1941
- Budhachandra 1941-1955

Voor een overzicht van alle pagina's met betrekking tot India op Wikipedia zie
- India van A tot Z.